# Борромео (рід)

Герб Борромео

Борроме́о (італ. Borromeo; лат. familia Borromaea) — італійський шляхетний рід з Мілана. Походив від тосканських купців із Сан-Мініато, які стали банкірами в Мілані після 1370 року. 1445 року їхній нащадок Вітальяно де Вітальяні отримав шляхетний титул графа Аронського. Його спадкоємці займали високі посади в Міланському герцогстві та Католицькій церкві часів Реформації. 1916 року голова роду отримав титул принца Ангерського. Серед найвідоміших представників роду — міланський архієпископ і святий Карло Борромео (1538—1584) та кардинал Федеріко Борромео (1564—1631). Також — дім Борроме́їв (лат. domus Borromaea), Борроме́ї.

## Представники
- Карло Борромео
- Федеріко Борромео